# 特基克里克鎮區 (堪薩斯州麥克弗森縣)
特基克里克鎮區（英語：Turkey Creek Township）為美國堪薩斯州麥克弗森縣轄下的鎮區。2010年美国人口普查中此鎮區人口有285人。

## 地理
特基克里克鎮區涵蓋總面積為92.5平方（35.73平方英里），其中陸地面積為92.5平方（35.73平方英里），水域面積為0平方（0.00平方英里）或0.00%。

## 人口統計
根據2010年美國人口普查，特基克里克鎮區人口有285人，其中男性有142人，女性有143人，人口密度為每平方公里3.08人，住房計114戶。鎮區內的白人有283人，非裔美國人有2人，美洲原住民有0人，亞裔美國人有0人，太平洋島裔美國人有0人，其他種族有0人，混血種族則有0人。此外鎮區內有0人為西班牙裔或拉丁裔美國人。此鎮區之年齡中位數為45.6歲，而男性年齡中位數為45.8歲，女性年齡中位數為45.5歲。